# Éliane Radigue
Éliane Radigue é uma compositora francesa de música eletrônica. Ela começou a trabalhar na década de 1950 e suas primeiras composições foram apresentadas no final dos anos 1960. Até 2000, a sua obra foi desenvolvida quase exclusivamente com o sintetizador modular ARP 2500 e fita. Desde 2001 ela compõe principalmente para instrumentos acústicos.